# Ucanha
Ucanha es una localidad portuguesa del  del municipio de Tarouca, en el distrito de Viseo. Antigua sede de la freguesia de su nombre, tenía en 2011 403 habitantes.
Situada en la margen derecha del río Varosa, Ucanha ocupa la zona nordeste del actual municipio de Tarouca.
Ucanha es la localidad natal del notable filólogo y etnólogo Leite de Vasconcelos (1858-1941).

## Historia
Ucanha fue hasta 1836 cabecera de un concelho con cuatro freguesias y que tenía en 1801 2217 habitantes.
Con las reformas del liberalismo, por decreto de 6 de noviembre de 1836 el concelho de Ucanha fue suprimido y todas sus freguesias se integraron en el de Mondim da Beira. Suprimido este a su vez en 1896, la freguesia de Ucanha fue anexada por breve tiempo al concelho de Armamar y, por Decreto de 13 de Janeiro de 1898, transferida finalmente al concelho de Tarouca.
Como último eslabón de esta evolución descendente, debida a su negativa evolución demográfica (tenía más del doble de habitantes en 1960), la freguesia de Ucanha fue suprimida el 28 de enero de 2013, en aplicación de una resolución de la Asamblea de la República portuguesa promulgada el 16 de enero de 2013 al unirse con la freguesia de Gouviães, formando la nueva freguesia de Gouviães e Ucanha.

## Patrimonio
El principal atractivo monumental de Ucanha es su peculiar puente medieval sobre el río Varosa, que en su margen derecha desemboca en una torre en cuya parte inferior discurre un túnel abovedado que sirve de acceso al burgo.
El puente-torre impresionó a José Saramago en su Viaje a Portugal y se entretiene en dar una detenida descripción:

En un salto llega a Ucanha...y precisamente junto al río está la torre que le dio fama. Digamos para empezar que es una construcción inesperada en nuestro país. El tejado a cuatro aguas, los altos balconajes de piedra sostenidos por modillones, la ventana geminada, el arco rebajado del pasadizo, la robustez del conjunto son características que no se encuentran reunidas en construcciones medievales portuguesas...Al viajero le enamora desde aquí abajo la preciosa imagen de la Virgen coronada, con el niño e el regazo, acomodada en un edículo y protegida por una barandilla de hierro.